# زیبا و راحت
زیبا و راحت (انگلیسی: Nice 'n' Easy) آلبومی با صدای فرانک سیناترا است که در سال ۱۹۶۰ منتشر شد.